# Carlos Lemaur
Carlos Lemaur y Burriel (Montmirail, Champaña, Francia, 3  de abril de 1721-Madrid, 25 de noviembre de 1785) fue un Ingeniero militar español de una acaudalada y noble familia de origen francés, y arquitecto formado en Francia; reclutado por el rey Fernando VI de España para incorporarse a las obras emprendidas por los Borbones en España, a partir de 1750. Participó de manera relevante en proyectos de canales navegables como el Canal de Castilla y el Canal de Guadarrama, así como en caminos reales, sobre todo bajo el reinado de Carlos III. Proyectó y construyó el Palacio de Rajoy en Santiago de Compostela, Galicia, y la portada principal de la catedral de Lugo; participó también en el diseño urbano de nuevas poblaciones en la Sierra Morena, muy probablemente en La Carolina, Jaén. Escribió libros sobre Matemáticas y Astronomía y tradujo del francés libros técnicos y científicos.

## Formación y primeros años
Sus padres fueron Carlos Antonio Lemaur y Lemaur y Mariana de Burriel, originarios de Montmirail, Champaña, Francia. De sus primeros años y su formación inicial se conoce poco hasta ahora. Sin embargo se sabe que cursó estudios militares en París desde 1740, habiendo participado en los equipos de ingenieros geógrafos en Flandes y, hacia 1744, se graduó como ingeniero, llegando a tener el grado de Teniente. De su formación solo se sabe a partir de sus propios dichos en diferentes documentos donde alegaba sus capacidades.

## Traslado a España
A partir del ascenso de Fernando VI, las ideas de la Ilustración francesa adquieren gran interés en el gobierno desde donde se veía la geografía y los recursos naturales, como motores del desarrollo de la economía española, para lo cual había que emprender obras que hicieran posible un proyecto nacional impulsor del progreso. El embajador español en París, Francisco Pignatelli, muy probablemente por interés del Marqués de la Ensenada, propone a Lemaur su incorporación a algunos proyectos relacionados con caminos, canales y fortificaciones en España. Lemaur acepta a condición de que le fueran pagadas las deudas que había contraído entonces, lo cual se le debió conceder, pues en 1750 se encuentra en España.
De 1751 a 1753  recorrió los ríos de la cuenca del Duero para ver la posibilidad de construir canales.  Su estudio fue positivo, afirmando que el caudal de los ríos de Castilla era suficiente no solo para abrir canales de navegación, sino también para el riego.
En 1753 se ocupaba del proyecto y obras del Canal de Castilla, teniendo serios enfrentamientos de carácter técnico y personal con Antonio de Ulloa. En 1754, escribe la "Relación histórica del proyecto de Canales de Castilla y la ejecución del de Campos hasta hoy". A la caída del Marqués de la Ensenada, Ulloa es despedido de la obra del Canal y poco más tarde también Lemaur sería cesado, en febrero de 1755. Ese mismo año, Lemaur se encuentra trabajando en las obras del puerto de Corcubión. En 1757 es transferido a Galicia, ocupándose de trabajos de fortificaciones de los puertos así como en los trazos del Camino Real de Galicia. Para ello diseñó el puente de Cruzul, en la aldea de Cruzul del municipio de Becerreá, una destacada obra de ingeniería neoclásica todavía existente y en uso.
En 1763, trabajando en los trazos y obras del Camino Real, realiza el descubrimiento de unos tramos de la antigua vía romana que iba de Betanzos ("Brigantium") a Astorga ("Asturica Augusta"), así como restos arqueológicos de seis lápidas romanas que dibujó con sus inscripciones latinas. El trazo elegido por Lemaur para ese tramo del camino lo hizo coincidir con el llamado "Itinerario de Antonino". Debe recordarse que fue en la Corte de Carlos VII de Nápoles que se llevaron a cabo con notable interés las prospecciones y descubrimientos de las antigüedades romanas de Pompeya y Herculano, siendo una práctica común de muchos arquitectos e ingenieros militares practicar la incipiente arqueología.
En 1774, Miguel de Múzquiz, quien sería un defensor de su obra y persona, comunicó a Lemaur que "el rey había resuelto que pasase a las nuevas poblaciones de la Sierra Morena, para formar los planos de las obras de riego y, en general a todas aquellas que conviniesen en dichas colonia" Tal vez de esta comunicación surja la hipótesis de varios autores respecto a la responsabilidad de Lemaur en el trazo al menos de la ya mencionada población de La Carolina, en Jaén.

## Producción académica
En 1758, es llamado a la Corte para formar parte de la Sociedad de Matemáticas, que por esos años dirigía Pedro de Lucuze. Sus trabajos sobre Astronomía y Matemáticas fueron impresos en España y era evidente en su práctica profesional, tanto en lo referente a la hidrología y a la construcción como a las obras defensivas portuarias en las que participó, que dominaba el tema con solvencia y el reconocimiento de formar parte de la Sociedad de Matemáticas lo corrobora. Ingresa en la "Real Sociedad Económica matritense de Amigos del País" en 1776, teniendo el grado de coronel de los Reales Ejércitos e Ingeniero jefe.
Entre sus obras más conocidas se encuentra el Tratado de Dinámica que escribió para la Sociedad Matemática de Madrid; el Discurso sobre Astronomía o introducción al conocimiento de los fenómenos astronómicos, sus leyes, su causa y su aplicación a los usos de la vida civil, impreso en 1762. Realizó la traducción del francés de la Historia de las Matemáticas, de Montucla en 1759 y escribió el libro Elementos de Matemáticas puras, Aritmética universal, geometría elemental y trigonometría, concluido en 1762 pero publicado hasta 1778. Otro trabajo de carácter técnico de Lemaur fue el Examen de los carros actualmente en uso en Galicia.

## El Canal de Guadarrama
Poco antes de morir, en 1785, Lemaur presenta su "Relación histórica del proyecto de un canal navegable desde el río Guadarrama al Océano, pasando por Madrid, Aranjuez, y atravesando la Mancha y Sierra Morena, con la exposición del orden y método de ejecución para asegurar el éxito, y la más pronta utilidad de tan grande obra", documento que sería relevante para persuadir al rey de la relevancia que tendría en el transporte de piedra para las numerosas obras que Carlos III emprendía en Madrid con gran intensidad en esos años. No sin ciertos contratiempos financieros, el Banco Nacional de San Carlos financió la obra, al menos en sus inicios, cuando el banco era dirigido por Francisco Cabarrús.
El proyecto del Canal de Guadarrama se ha considerado muy ambicioso para su época. Consistía en un canal que salvaría más de 120 metros desde la Presa de El Gasco, con una cortina de 90 metros, una de las más altas para ese tiempo en Europa, y que descendería a Madrid conectando esa zona con Andalucía, llegando hasta Sevilla, desde donde el Guadalquivir era ya navegable hasta el Océano Atlántico en Sanlúcar de Barrameda (Cádiz).
En realidad se trata de un proyecto trazado y valorado por sus temerarios alcances y repercusiones económicas. Los problemas financieros se hicieron muy notables y Lemaur dejó todo el trazo y concepto fluvial concluido; sin embargo, al parecer las condiciones de la financiación y los agrios encuentros con Cabarrús y el Banco de San Carlos lo llevarían a una situación desesperada. Se sabe que se suicidó el 25 de noviembre de 1785, dejando todo su trabajo a sus hijos Carlos, Francisco, Félix y Manuel quienes se ocuparon en continuar el Canal. Pero las condiciones eran precarias y los recursos no fluyeron, llegando los herederos a tomar decisiones poco ortodoxas y menos convenientes para la presa El Gasco, como el uso de mezclas para la argamasa del remate de la cortina empleando arcillas cuya resistencia no era la adecuada, lo cual provocó que durante una fuerte tormenta en mayo de 1799, esa parte se desplomara, quedando como hoy se le ve. Finalmente la obra se abandonó quedando así también abandonado el proyecto de gran envergadura emprendido por Lemaur y sus hijos.

## Descendientes
Carlos Lemaur y Burriel y su esposa Juana de la Muraire y Colart, se casaron en España y tuvieron 4 hijos varones: Carlos, Manuel, Félix y Francisco, todos ellos Ingenieros militares y todos ellos trabajaron en el diseño del proyecto del Canal del Guadarrama con su padre, y posteriormente, los dos mayores, Carlos y Manuel, dirigieron la obra de la Presa de El Gasco y los dos menores, Félix y Francisco trabajaron como Ayudantes Técnicos en la obra del Canal del Guadarrama.   Francisco Lemaur siguió los pasos de su padre como ingeniero militar y emigró a La Habana, Cuba, a fines del siglo XVIII. Carlos Lemaur y Juana de la Muraire tuvieron también 2 hijas: Isidora y Antonia Lemaur y de la Muraire.